# Амур і Психея (Жерар)
«Амур і Психея» (або «Алегорія Амура і Психеї») — картина французького художника Франсуа Жерара, олія на полотні 1798 року. Вперше вона була виставлена на Паризькому Салоні 1798 року. Картина зберігається в Луврі в Парижі.

## Історія та опис
Сцена розгортається на фоні зеленого ландшафту. Молода принцеса Психея зображена здивованою від першого поцілунку Амура (або Ероса), який залишається невидимим для її очей. Стародавній міф, відтворений на картині, – це не просто історія кохання, а й філософська алегорія: Психея насправді є уособленням людської душі, пов'язаної з непереборною пристрастю та чуттєвістю. Цю картину створив Жерар – учень Жака-Луї Давида.  Вона демонструє еволюцію його неокласичного стилю.
Стосунки, зображені на цій картині між Амуром і Психеєю, навіяні розповіддю латинського поета Апулея в «Золотому ослі» і неодноразово надихали неокласичних художників, скульпторів і письменників кінця XVIII і початку ХІХ століть. Жести Ероса, бога кохання, залишаються розміреними, майже повністю позбавленими пристрасті та прихильності, коли він ніжно цілує Психею в чоло, на її подив, адже вона не може його бачити. Лінії оголених тіл демонструють ретельну увагу художника до їхньої анатомії. Прозора сукня прикриває ноги молодої жінки. Вираз обличчя Психеї вказує на безтурботне, але відсторонене розслаблення, а також на намагання приховати свої почуття. Метелик над головою Психеї символізує душу. Сцена передає глибоку чуттєвість, поєднану з невинністю.

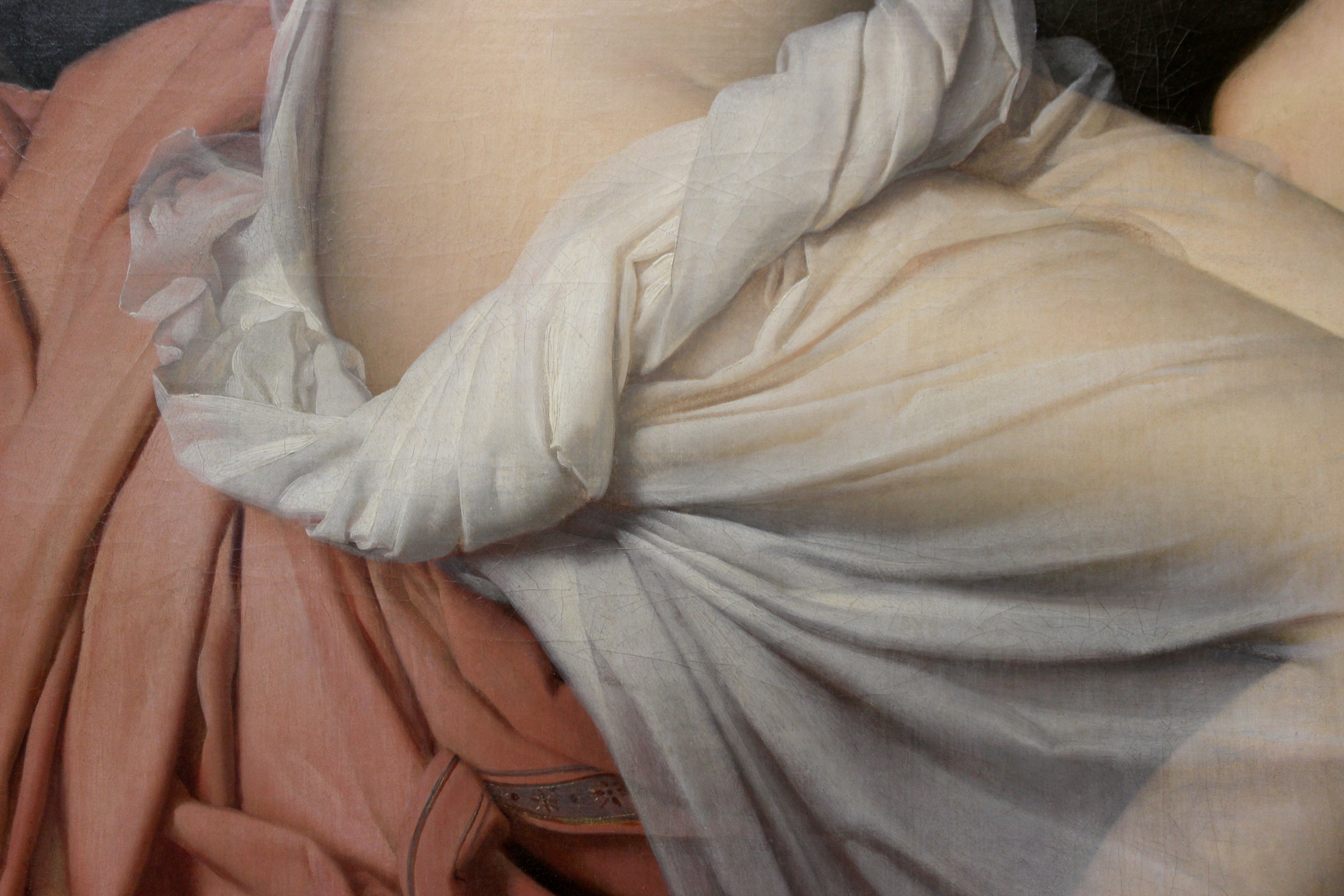
Деталь прозорого плаття на ніжках Психеї
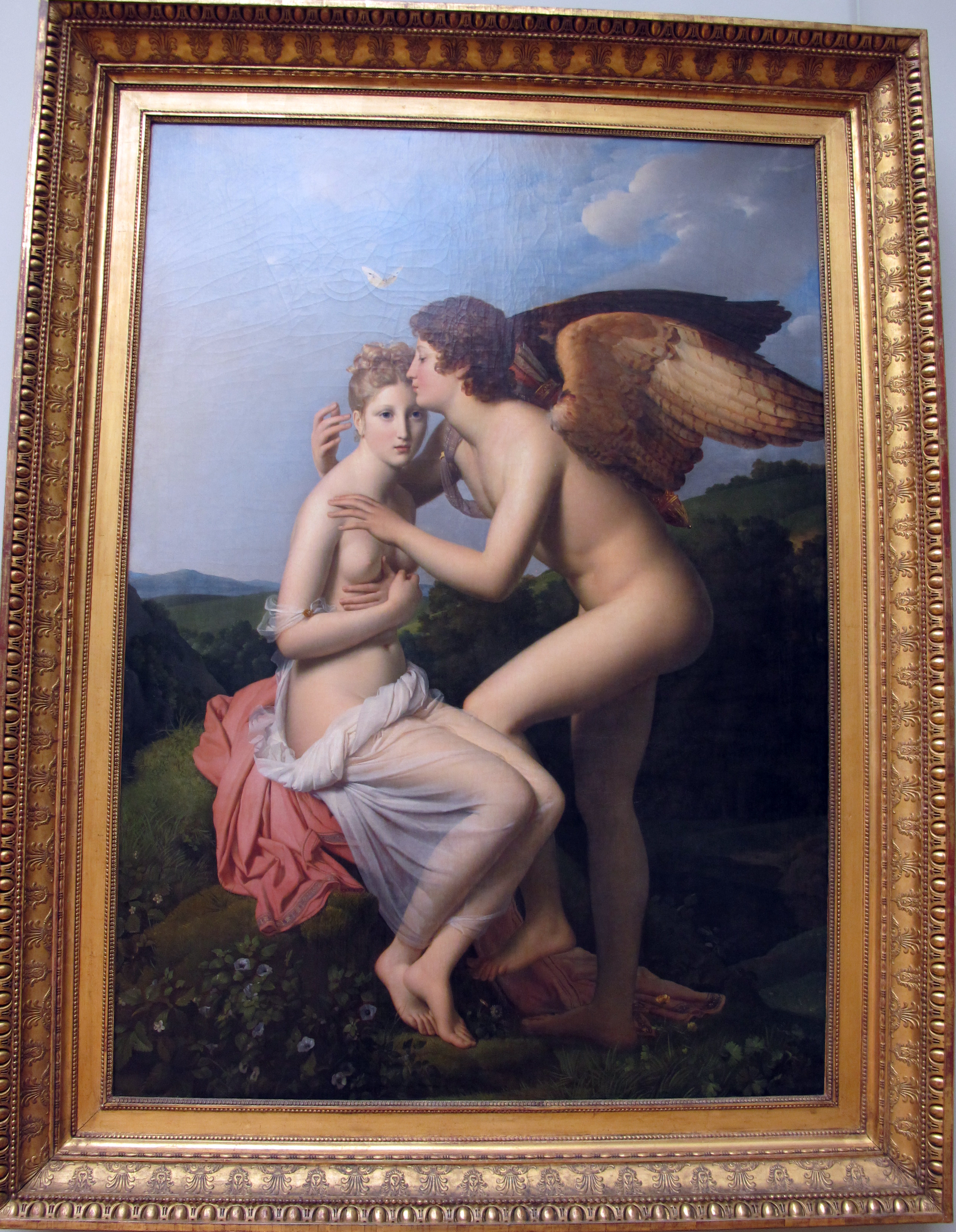
Картина на виставці